# Ашер, Яаков
Яаков Ашер (ивр. יעקב אשר‎, род. 2 июля 1965 года, Рамат-Ган, Израиль) — израильский политик, бывший мэр города Бней-Брак (2008-2013), депутат кнессета 19—23-го созывов от фракции Яхадут ха-Тора.

## Биография
Яаков Ашер родился 2 июля 1965 года в городе Рамат-Гане, где и прошли его детство и юность. Он проходил службу в Армии обороны Израиля в звании рядового.
Прежде чем стать мэром Бней-Брака в 2008 году, Яаков Ашер на протяжении многих лет занимал разные посты в мэрии этого города. По заявлениям самого Ашера, его решение начать политическую карьеру было сделано под влиянием раввина Аарона Йеуды Лейба Штейнмана.
В ходе формирования партийного списка партии Дегель ха-Тора перед выборами в кнессет 19-го созыва он занял третье место, а также седьмое место в объединенном списке Яхадут ха-Тора.
В кнессете 19-го созыва Ашер вошел в комиссию по экономике, комиссию по образованию, культуре и спорту, комиссии по правам ребенка, а также подкомиссии по борьбе с дорожными авариями.
Яаков Ашер женат, живёт в Бней-Браке. На момент избрания депутатом кнессета Ашер имел семь детей и двоих внуков. Владеет английским языком, ивритом и идишем.